# Battaglia di Cartagena de Indias (1586)
La battaglia di Cartagena de Indias (1586) o Presa di Cartagena de Indias fu un'azione militare e navale combattuta tra il 9 e l'11 febbraio 1586, nella guerra anglo-spagnola che portò all'assalto ed alla cattura da parte dei soldati inglesi della città spagnola di Cartagena de Indias governata da Pedro de Bustos. Gli inglesi erano guidati da Francis Drake. Il raid era parte della Great Expedition contro il Nuovo Mondo spagnolo. I soldati inglesi occuparono la città per più di due mesi, razziandola e ripartendone il 12 aprile.

## Origini
La guerra era stata ufficiosamente dichiarata da Filippo II di Spagna a seguito del Trattato di Nonsuch nel quale Elisabetta I aveva offerto il proprio supporto ai ribelli protestanti olandesi in rivolta contro gli spagnoli. La regina, attraverso Francis Walsingham, ordinò a Sir Francis Drake di guidare una spedizione per attaccare i possedimenti spagnoli nel Nuovo Mondo. Salpando da Plymouth, in Inghilterra, questi catturò dapprima Santiago nel novembre del 1585 e quindi salpò nell'Atlantico il primo giorno dell'anno 1586 diretto verso la città spagnola di Santo Domingo nei Caraibi che venne catturata, saccheggiata e liberata dietro pagamento della somma di 25 000 ducati. Drake, avendo razziato il porto di Cartagena un decennio prima, decise che quello sarebbe stato il suo prossimo obbiettivo.

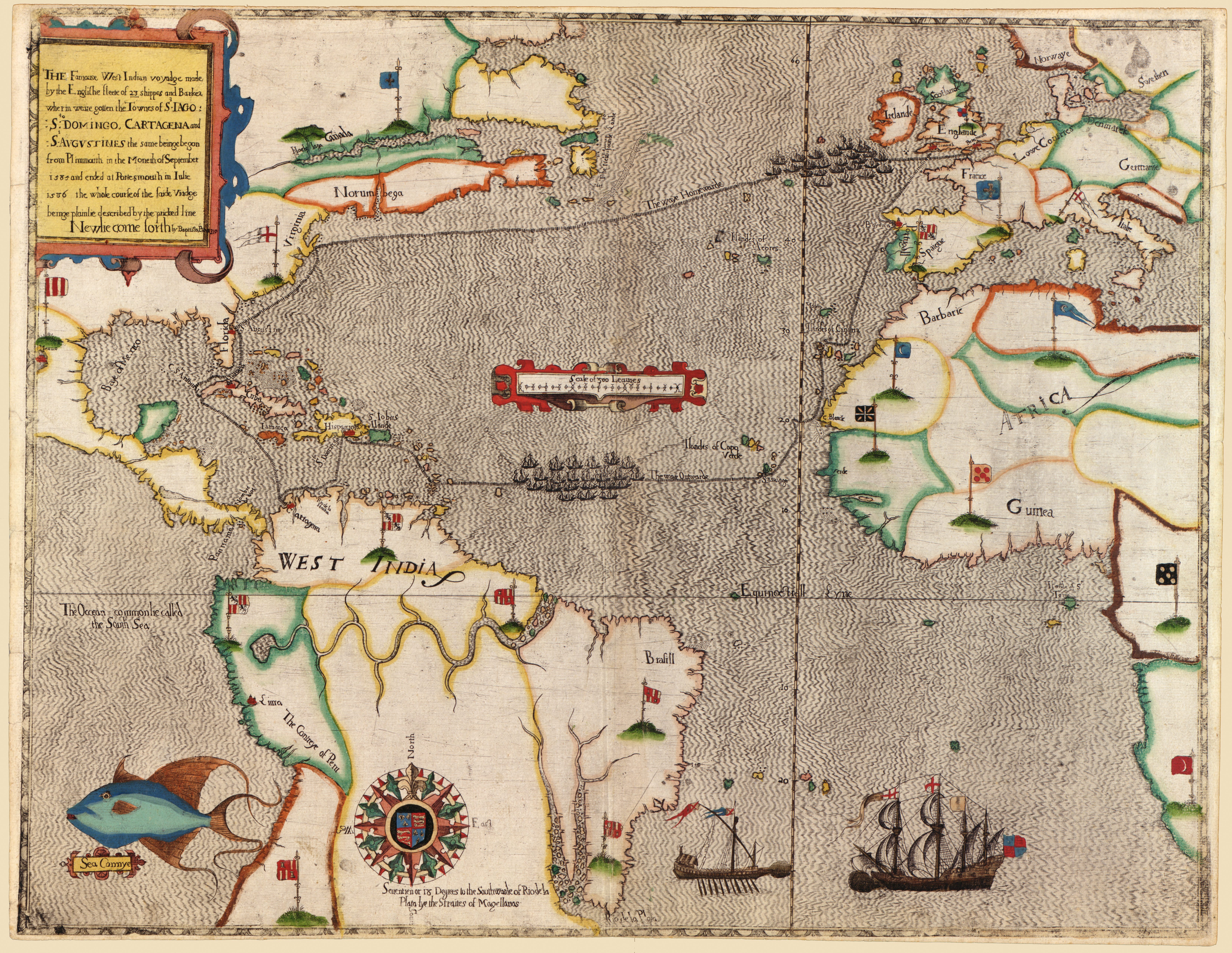
Mappa del viaggio di Drake nelle colonie spagnole

### I preparativi
Il governatore don Pedro Fernandez de Busto era stato avvisato del fatto che alcuni vascelli inglesi che avevano recentemente saccheggiato Santo Domingo avevano frettolosamente lasciato al città e che l'obbiettivo successivo sarebbe stata la sua. Egli decise pertanto di trasferire nell'entroterra tutti gli oggetti di valore e la città venne evacuata di tutti i civili non combattenti. Don Pedro Fernandez richiese inoltre dei rinforzi dagli insediamenti vicini e la milizia di Cartagena per preparare le difese. La flotta inglese dopo aver lasciato Santo Domingo navigò parallela alla costa verso Cartagena. Drakesapeva che la costa era un posto pericoloso per i suoi uomini e per i suoi marinai.

### Cartagena de Indias
Cartagena si trovava sulla costa ed era ben protetta dagli attacchi via mare e via terra. Tra Cartagena e l'entroterra, si trovava un fossato con acqua, attraversato dal ponte fortificato di San Francisco. Ad est una palude seprava la città da un gruppo di colline ricoperte di giungla. La città stessa era stata costruita su una base di terra a forma di "S", la cosiddetta "La Caleta", che la separava dal resto dei Caraibi e che terminava nel canale di Boca Grande. De Busto decise di concentrare il grosso delle sue forze proprio su La Caleta ed ordinò di realizzare delle trincee con barili da vino vuoti, riempiti di sabbia.

### Le difese
Le difese navali di Cartagena erano composte da due galee bene armate con un totale di 300 uomini a bordo al diretto comando di don Pedro Vique y Manrique che era anche consigliere militare del governatore locale. Questi era assistito da due subordinati, il capitano Juan de Castaneda a bordo della Santiago ed il capitano Martin Gonzales a bordo della Ocasión, oltre ad una galeazza ancorata al porto per supporto. Queste galee avrebbero fornito fuoco di supporto a La Caleta. A terra vi era un forte di pietra, El Boqueron, con otto cannoni ed una guarnigione di circa 200 uomini al comando del capitano Pedro Mexia Mirabel che sorvegliava il passaggio verso il porto interno. Il grosso delle difese era composto da 570 uomini e miliziani per proteggere la città stessa (di cui 100 picchieri), supportati da 54 lancieri a cavallo al comando del capitano Francisco de Carvajal, oltre a circa 300 indiani alleati, equipaggiati con archi e frecce avvelenate, supportati da ufficiali spagnoli come istruttori.

## La battaglia
Drake si presentò al largo di Cartagena nel pomeriggio del 9 febbraio 1586 e dal momento che il passaggio di Boca Grande non appariva fortificato, le sue navi passarono in una lunga colonna con in testa la Elizabeth Bonaventure. Le navi inglesi posero l'ancora alla fine del porto esterno proprio dietro il canale di Boqueron. Drake inviò Martin Frobisher per un giro di ispezione sulle difese con piccole barche e pinacce nel pomeriggio. Drake si consigliò con Christopher Carleil, comandante delle truppe inglesi al suo seguito, per studiare il modo migliore per prendere la città e i due ne conclusero che la strategia migliore fosse quella di avanzare verso La Caleta.

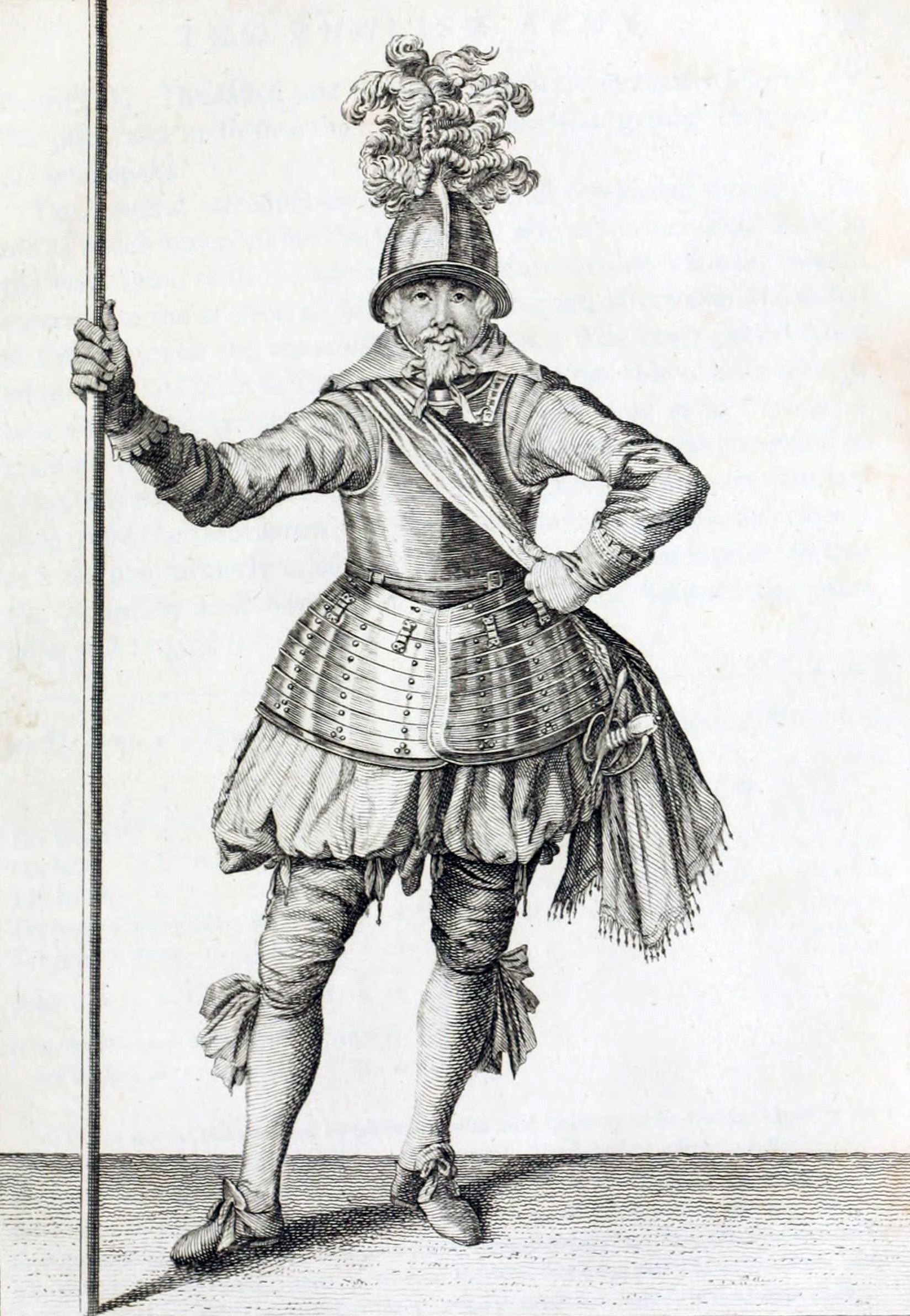
Un ufficiale picchiere inglese

### Lo sbarco
Appena prima di mezzanotte del 9 febbraio, le truppe si portarono su delle barche dal canale di Boca Grande verso una spiaggia appena a sud di La Caleta. Alcune ore dopo circa 1000 soldati inglesi e marinai riuscirono a sbarcare dopo aver colto di sorpresa e ucciso le sentinelle. Evitarono anche i pali avvelenati che gli spagnoli avevano issato nell'area. Gli inglesi si prepararono in colonne per l'attacco, mentre Drake contemporaneamente si diede ad organizzare un diversivo navale.

### L'assalto
Mentre gli inglesi si portavano verso le posizioni degli spagnoli, una batteria di quattro cannoni pesanti copriva i loro movimenti e Carleill poté avvistare due galee spagnole muoversi nella loro posizione. Almeno 300 miliziani spagnoli e 200 alleati indiani si erano allineati in difesa. Le galee iniziarono ad aprire il fuoco, accompagnate dal fuoco proveniente dai terrapieni di difesa. Notando che le galee spagnole stavano sparando troppo alto, Carleill diede l'ordine della carica al grido di "Per Dio e San Giorgio!" e dopo alcuni combattimenti con l'uso di picchieri, riuscirono a proseguire. Una parte delle colonne inglese attaccarono le postazioni d'artiglieria ai fianchi, vincendone le difese. Gli spagnoli si portarono quindi in difesa nella città. Carleill ed i suoi uomini scalarono le mura della città e si trovarono all'interno in breve tempo, inseguendo gli spagnoli nelle strade oscure sino nella piazza centrale. Qui gli inglesi riuscirono a catturare ulteriori cannoni spagnoli da poter utilizzare contro i loro nemici. Gli spagnoli si portarono sul ponte di San Francisco assieme a De Bustos ma la battaglia non poteva ancora dirsi terminata.

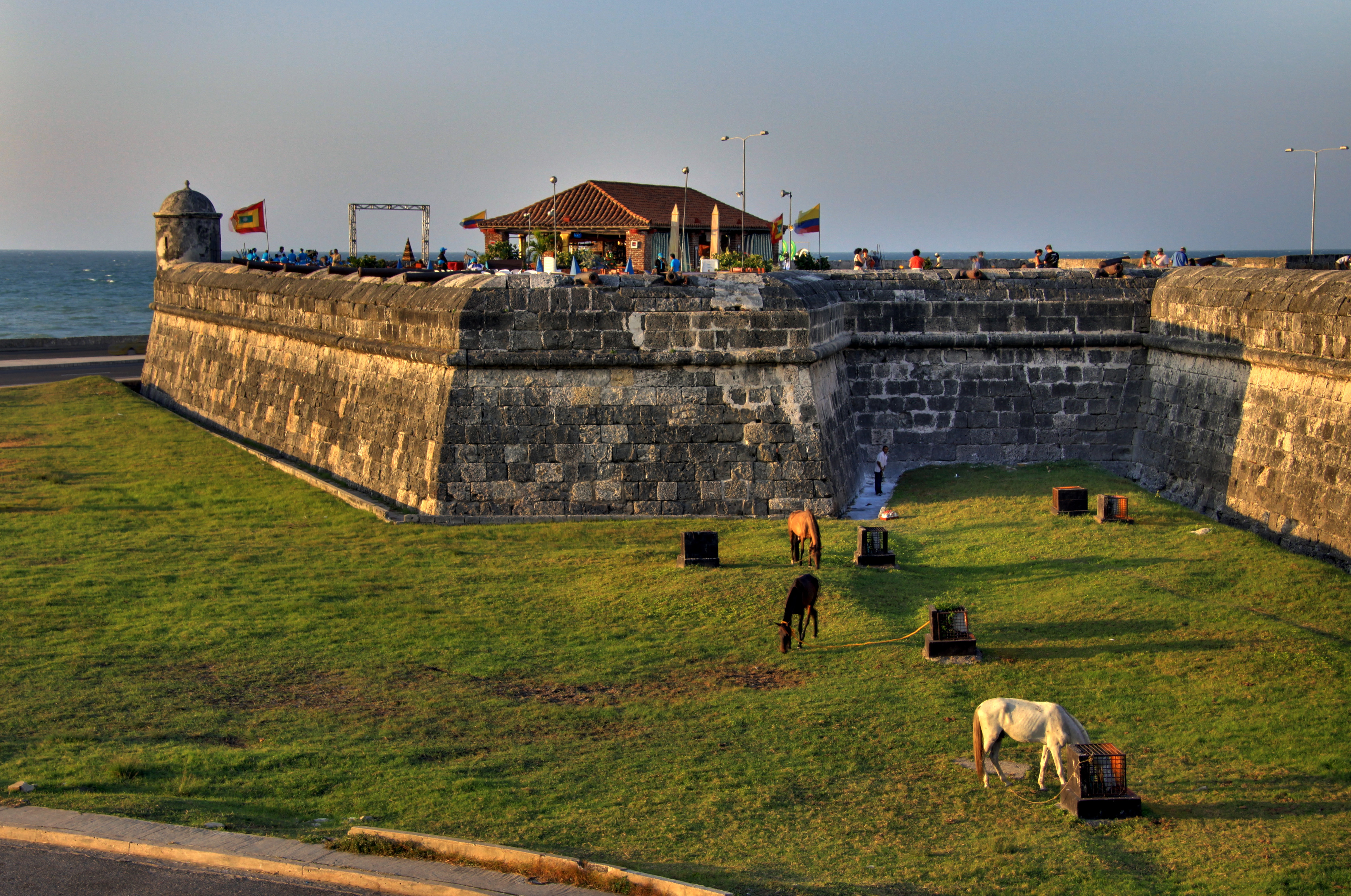
Le attuali mura dell'antica Cartagena de las Indias

### Il crollo delle difese spagnole
Nel frattempo due galee, le galeazze che difendevano il porto interno e la guarnigione del capitano Mirabel stavano ancora combattendo. Don Pedro Vique a bordo della Santiago immediatamente si portò verso la spiaggia e vi sbarcò delle truppe di cavalleria. Gli inglesi ad ogni modo li respinsero e Vique non fu in grado di prevenire la sconfitta, vedendosi costretto a ritornare a bordo delle proprie navi. Nel frattempo, dopo il collasso delle difese, il capitano Castaneda della Santiago tentò di supportare i difensori presso il ponte di San Francisco sbarcando ulteriori truppe, ma sotto la minaccia dei cannoni inglesi. Il capitano Gonzalez della Ocasion tentò di fuggire verso il porto esterno, ma il panico procurato ai suoi uomini dai cannoni inglesi fu tale i suoi uomini avevano paura di essere affondati da un momento all'altro e dovette sbarcare a El Boquerón. Gli spagnoli delle galee tentarono di fuggire con le loro navi, ma le galeazze vennero catturate intatte dagli inglesi.
Il forte di El Boquerón era a questo punto l'unica difesa ad essere rimasta intatta e venne bombardata da La Caleta e dalle navi inglesi che si trovavano nel canale di Boquerón. Il capitano Pedro Mexia Mirabel ed i suoi difensori fuggirono la notte successiva, il che portò come risultato che all'11 febbraio la città si trovava ormai nelle mani degli inglesi. I marinai inglesi riuscirono inoltre di catturare sei navi che erano rimaste nel porto interno al termine della battaglia.

### Dopo la battaglia
Le perdite furono leggere da ambo le parti; I soldati di Carleill persero 28 uomini, anche se i feriti furono almeno 50. Le perdite spagnole furono anche meno con 9 morti e 35 feriti. Drake era riuscito a catturare 250 spagnoli tra cui molti uomini importanti della città, uno dei quali era Alonso Bravo un capitano spagnolo che si era arreso nella piazza del mercato cittadino. Drake aveva catturato più di sessanta cannoni ed immediatamente ordinò ai suoi carpentieri e cannonieri di ripararli per poterli poi riposizionare presso la spiaggia. Le galeazze spagnole catturate ed il resto delle galee diedero al contrario ben poco frutto.

## L'occupazione
Drake stabilì il suo quartier generale nella casa del ferito Alonso Bravo e da lì pianificò di mantenere il controllo della città sino a quando non avesse potuto negoziare un riscatto. Prima di fare ciò, ad ogni modo, malgrado l'ordine di Drake di evitare razzie, i soldati inglesi si erano già dati al saccheggio di case e chiese e Drake stesso dovette inviare degli ufficiali per controllarne i movimenti. Drake iniziò quindi col chiedere un riscatto per i prigionieri, tra cui Alonso Bravo; tra i due nacque una certa insolita amicizia che permise a Bravo di portarsi in visita a sua moglie che stava morendo. La compassione che Drake mostrò nei confronti di Bravo si dimostrò anche nell'abbassamento della richiesta per lui a 600 pesos.

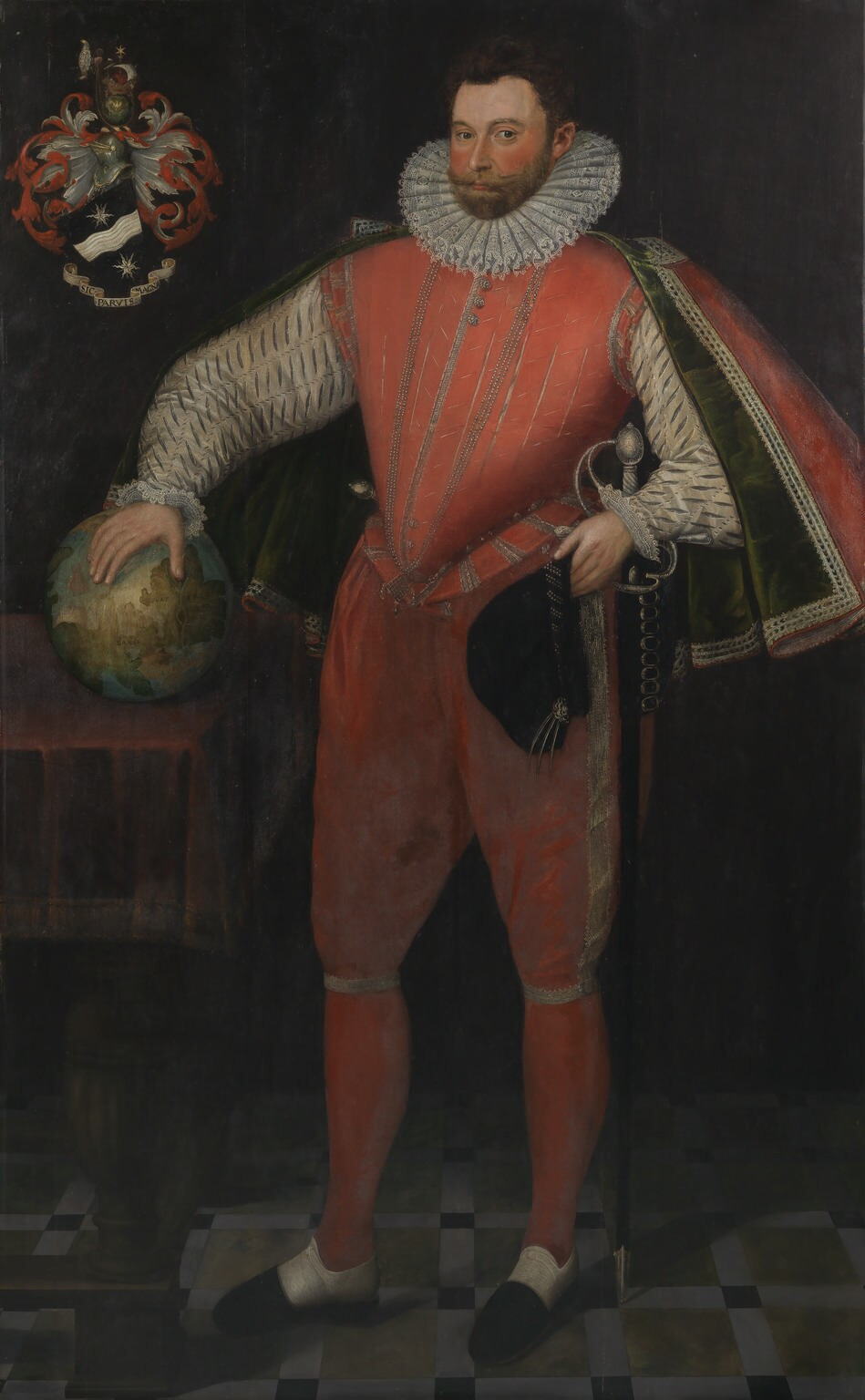
Francis Drake in un ritratto successivo al 1580

### Il riscatto
I negoziati formali ebbero inizio il 15 febbraio ed il governatore Don Pedro Fernández venne convocato al quartier generale di Drake, accompagnato dal suo negoziatore, padre don Juan de Montalvo, dal vicegovernatore don Diego Daca, e da Tristan de Oribe Salazar, uno dei principali mercanti della città. Come aveva fatto a Santo Domingo, Drake iniziò col richiedere la spropositata somma di 400 000 pesos, ben sapendo poi di dover ritrattar il prezzo al ribasso.
I negoziati proseguirono con lungaggini e Drake ripeté lo stesso metodo utilizzato a Santo Domingo, mettendo a ferro e fuoco parti della città. Circa 250 case ed edifici pubblici vennero distrutti sino a quando gli spagnoli non decisero di cedere ad un compromesso. A Drake vennero offerti 107 000 pesos in cambio del risparmio della città. Drake ed i suoi uomini cercarono inoltre di estorcere degli altri piccoli pagamenti individuali per il rilascio dei singoli prigionieri spagnoli. Alla fine gli inglesi si guadagnarono un totale di 250 000 pesos. Drake accettò l'offerta quindi del governatore e nel giro di sette giorni una schiera di muli carichi di oro ed argento giunse nella piazza principale della città.

### La fine dell'occupazione
Il 27 febbraio, Drake convocò un consiglio di guerra per decidere cosa fare della città. Secondo alcuni, malgrado il pagamento, gli inglesi avrebbero dovuto mantenere comunque la postazione di Cartagena come insediamento permanente nel cuore del Nuovo Mondo spagnolo. Ad ogni modo quanto era stato pattuito con la Corona Inglese era di guadagnare il più possibile da queste spedizioni, ma non si era parlato di colonizzazioni stabili. Si decise dunque di abbandonare la città (anche a causa di una epidemia di febbre scoppiata in loco) e di prendere con sé il riscatto.
Gli inglesi presero quanti beni poterono per rifornire le loro navi e si diressero poi verso casa. Imbarcarono circa 500 schiavi, presero cannoni e moschetti, lasciando Cartagena quasi senza difese. Il riscatto ufficiale era stato di 107 000 pesos ma si è calcolato che privatamente i partecipanti alla spedizione nel complesso avessero guadagnato 357 000

## Conseguenze
Drake infine salpò dalla città il 12 aprile, dopo aver trascorso a Cartagena due mesi. Il New Year Gift, la nave spagnola che Drake aveva catturato a Santo Domingo, venne abbandonata e lasciata affondare presso Boca Grande. Due giorni dopo giunse in loco una flotta spagnola inviata da Siviglia per intrappolare Drake nel porto locale ma era ormai troppo tardi. Don Pedro Fernández de Busto, nello spiegare la disfatta al re di Spagna, scrisse:
Non so da che parte iniziare a spiegare a Vostra Maestà le mie sfortune ... Posso solo dire che ciò sia la punizione di Dio per i miei peccati e per quelli degli altri.
Il grosso del riscatto ufficiale infatti era stato pagato utilizzando i fondi reali e la città impiegò anni per ripianare questa somma ed a riprendersi dalla razzia. Le difese di Cartagena dovettero essere ricostruite, come pure molte costruzioni riparate ed i cittadini dovettero riprendersi a livello materiale e psicologico. Drake si spinse nel frattempo oltre attaccando l'insediamento spagnolo di St. Augustine a maggio di quell'anno sino a trovare l'insediamento di Sir Walter Raleigh a nord presso Roanoke, aumentando così la sua fama di corsaro in tutte le Americhe.

## La battaglia oggi
Il popolare cocktail denominato "mojito" trae la propria origine da questo raid. Con l'esplosione di una epidemia di febbre tra i suoi uomini, Drake era alla ricerca di una soluzione. Dopo aver lasciato Cartagena ed essendo salpato a nord una parte dei suoi uomini sbarcò a Cuba per recuperare gli ingredienti necessari ad una medicina consigliata che si dimostrò d'effetto, e che divenne nota come El Draque. Questi ingredienti erano quelli necessari per l'attuale preparazione del cocktail.